# Уорнер, Анна Бартлетт
Анна Барлетт Уорнер (31 августа 1827 — 22 января 1915) — американская писательница и поэтесса, автор ряда книг и стихотворений, которые переложены на музыку как евангельские гимны и христианские песни для детей. Она родилась на Лонг-Айленде, умерла в Хайленд-Фоллсе (Highland Falls), штат Нью-Йорк.
Самый известный из её гимнов, по всей вероятности, — «Jesus Loves Me» (в переводе И. С. Проханова — «Любит мой Иисус меня»).
Совместно со своей старшей сестрой Сьюзен Богерт Уорнер написала несколько книг, в том числе Wych Hazel (1853), Mr. Rutherford’s Children (1855) и The Hills of the Shatemuc (1856). Иногда она писала под псевдонимом Эми Лотроп (Amy Lothrop). Самостоятельно написала 31 новеллу, наиболее популярной из которых была Dollars and Cents (1852), кроме неё известны Gold of Chickaree, In West Point Colors (1904), Stories of Blackberry Hollow and Stories of Vinegar Hill (1872).
В её бывшем семейном доме расположен музей, подведомственный Военной академии Соединённых Штатов, которая при её жизни находилась напротив дома, и где в 1828—1838 годах её дядя был капелланом. Чтобы поддерживать дом и восстановить сады до того состояния, в котором они были при жизни Анны Уорнер на острове Конституции и которое подробно запечатлено в её книге Gardening by Myself, приложила большие усилия ассоциация Constitution Island Association.